# Sziget (romániai folyóirat)
Sziget címen két magyar nyelvű folyóirat is indult Romániában az 1990-es évek elején.
1. Máramarosszigeten 1990–92 között megjelent – összesen 3 számot megért – irodalmi újság. Fénymásolásos technikával állították elő 200 példányban. Szerkesztője Csiszár László (született 1954. augusztus 21-én) volt, szerzői javarészt fiatalok, akiket ez a lap indított el az irodalmi pályán. A középnemzedékhez tartozók közül itt jelentek meg az 1980 óta publikáló költő, Csiszár László és a már 1950-től antológiákban, folyóiratokban szereplő Serényi Ferenc mellett Fábri Sándor, Papp Gyöngyi, Pojenár Rudolf, Varga József, a kárpátaljai Czébely Lajos versei, prózai írásai, Zolopcsuk Pál grafikái.
2. Nagyváradon 1990. november 15-én indult ifjúsági magazin (1991 szeptemberétől „független szárazföldi magazin”).